# ثيودور بورشجريفينك
ثيودور بورشجريفينك هو مهندس نرويجي، ولد في 16 فبراير 1923 في بروكلين في الولايات المتحدة، وتوفي في 2 ديسمبر 2015.